# 서원대로
서원대로(Seowon-daero)는 강원특별자치도 원주시 단계동 청골사거리 단구동 단구사거리를 잇는 강원특별자치도의 도로이다.

## 주요 경유지
강원특별자치도
- 원주시 단계동, 명륜동, 개운동, 단구동

## 노선
| 이름                                                         | 접속 노선          | 비고 |
| ------------------------------------------------------------ | ------------------ | ---- |
| 청골 사거리 (봉화산2차택지개발지구)                          | 봉화서부로, 원문로 |      |
| 원주봉화산주공아파트 봉화산벨라시티아파트 원주농산물도매시장 |                    |      |
| 백간공원 삼거리 (백간공원)                                   | 천사로             |      |
| 자오기 사거리                                                | 봉화로 로아노크로  |      |
| 원주고속버스터미널 원주시외버스터미널                        |                    |      |
| 돗내 사거리                                                  | 북원로             |      |
| 원주YMCA 단계주공아파트                                      |                    |      |
| 무실 사거리                                                  | 무실로             |      |
| 종합운동장 삼거리 (원주치악체육관) (원주종합체육관)          | 서원대로           |      |
| 치악예술관 삼거리 (원주치악예술관)                           | 예술관길           |      |
| 의료원 사거리 (원주의료원) (원주국민체육센터)                | 남원로             |      |
| 우정청 사거리 (원주우체국)                                   | 서원대로           |      |
| 늘품 사거리                                                  | 늘품로             |      |
| 관후 사거리                                                  | 단구로             |      |
| 청골 사거리                                                  | 치악로, 단관공원길 |      |

## 주요 건물 및 시설
- 원주농산물도매시장 - 강원특별자치도 원주시 서원대로 33
- T월드 원주지점 - 강원특별자치도 원주시 서원대로 149
- 메가박스 원주점 - 강원특별자치도 원주시 서원대로 165-3
- 원주시외버스터미널 - 강원특별자치도 원주시 서원대로 171
- 원주고속버스터미널 - 강원특별자치도 원주시 서원대로 181
- 단계주공아파트 - 강원특별자치도 원주시 서원대로 205
- 원주청소년수련관 - 강원특별자치도 원주시 서원대로 234
- 원주종합운동장 - 강원특별자치도 원주시 서원대로 311
- 치악체육관 - 강원특별자치도 원주시 서원대로 331
- GS슈퍼마켓 원주점 - 강원특별자치도 원주시 서원대로 390
- 롯데시네마 남원주점 - 강원특별자치도 원주시 서원대로 392
- 원주우체국 / 강원지방우정청 - 강원특별자치도 원주시 서원대로 412
- 원주시립도서관 - 강원특별자치도 원주시 서원대로 472-12
- 아모레퍼시픽 강원영업팀 - 강원특별자치도 원주시 서원대로 517